# Encephalartos ituriensis
Encephalartos ituriensis Bamps & Lisowski, 1990 è una pianta appartenente alla famiglia delle Zamiaceae, endemica della Repubblica Democratica del Congo.

## Descrizione
È una cicade a portamento arborescente, con fusto eretto o decombente, alto sino a 6 m e con diametro di 50 cm, talora con fusti secondari che si originano da polloni basali.

Le foglie, pennate, disposte a corona all'apice del fusto, sono lunghe 2–3 m, sorrette da un picciolo lungo circa 5 cm, e composte da numerose paia di foglioline lanceolate, coriacee, lunghe sino a 20 cm, con 3-9 spine sul margine e un apice pungente.

È una specie dioica, con esemplari maschili che presentano da 2 a 4 coni fusiformi, sessili, lunghi circa 25 cm e larghi 7 cm, di colore giallo-bruno, ed esemplari femminili con 1-2 coni cilindrico-ovoidali, lunghi circa 20 cm e larghi 12 cm, inizialmente di colore verde mela, giallo brunastri a maturità, con macrosporofilli di colore giallo sulla superficie esterna e rossi all'interno.

I semi sono grossolanamente ovoidali, lunghi 2,5-3,5 cm, ricoperti da un tegumento rosso scuro.

## Distribuzione e habitat
L'areale della specie ricade nella foresta pluviale dell'Ituri, nel nord-est della Repubblica Democratica del Congo, vicino al confine con Sudan e Uganda.
Cresce in aree aperte di savana o su affioramenti di granito all'interno della foresta pluviale, tra i 1100 e i 1200 m di altitudine.

## Conservazione
La IUCN Red List classifica E. ituriensis come specie prossima alla minaccia (Near Threatened).

La specie è inserita nella Appendice I della Convention on International Trade of Endangered Species (CITES).
Il suo areale ricade all'interno della Riserva naturale di Okapi.